# Papamosques front-roig
El papamosques front-roig (Anthipes solitaris) és una espècie d'ocell de la família dels muscicàpids (Muscicapidae) que habita la vegetació densa de les muntanyes del sud-est de Myanmar, oest i sud de Tailàndia, sud del Vietnam, Península Malaia i Sumatra. El seu estat de conservació es considera de risc mínim.
En diverses llengües rep el nom de "papamosques cella-roig" (Anglès: Rufous-browed Flycatcher. Espanyol: Papamoscas cejirrufo.).